# 一路逆风
《一路逆風》，是由春秋永樂影視文化及九龍品天文化傳播出品、英國導演尼克·威克姆執導的一部中國青春勵志自傳電影，由鄧紫棋主演，2017年1月6日在中國大陸上映、2017年1月18日在香港首映、2017年1月20日在臺灣上映。

## 電影簡介
由鄧紫棋主演的青春勵志電影《一路逆風》，並定檔2017年1月6日全國上映。《一路逆風》將鄧紫棋25年的成長故事、10年的歌手生涯，全部濃縮在90分鐘電影中。

## 周邊商品
《一路逆風》電影DVD特別收錄多段台前幕後花絮、精選照片庫、電影預告、G.E.M. BLOG影片，於2017年5月26日發售。
《一路逆風》 - 便利貼本子，也是G.E.M.鄧紫棋「一路逆風」電影系列紀念品。

## 音樂
| 歌曲             | 歌手   | 作曲            | 填詞   |
| 一路逆風         | 鄧紫棋 | 鄧紫棋          | 鄧紫棋 |
| What Have U Done | 鄧紫棋 | Johnny Pederson | 鄧紫棋 |
| 來自天堂的魔鬼   | 鄧紫棋 | 鄧紫棋          | 鄧紫棋 |
| Good To Be Bad   | 鄧紫棋 | Peter Roberts   | 鄧紫棋 |
| After Tonight    | 鄧紫棋 | 鄧紫棋          | 鄧紫棋 |

## 外部連結
- 一路逆風 G-FORCE（页面存档备份，存于） - Yahoo奇摩電影
- 一路逆風 G-FORCE（页面存档备份，存于） - @movies【開眼電影網】